# Beneva
 (mai 2025).
Beneva, née du regroupement de La Capitale et de SSQ Assurance, est une entreprise québécoise à caractère mutualiste qui offre des produits en assurances et en services financiers à plus de 3,5 millions de membres et de clients.
L’entreprise est principalement présente au Québec et son siège social se situe dans la ville de Québec. Depuis le début des années 2000, l'entreprise a de plus en plus d'activités en Ontario et dans les autres provinces canadiennes. Beneva se classe parmi les plus gros assureurs du Canada.
En janvier 2020, La Capitale et SSQ Assurance annonce leur intention de se regrouper. En juillet 2020, le projet est concrétisé. Le 3 décembre 2020, elle annonce que la nouvelle entreprise sera connue sous le nom de Beneva.

## Historique de Beneva

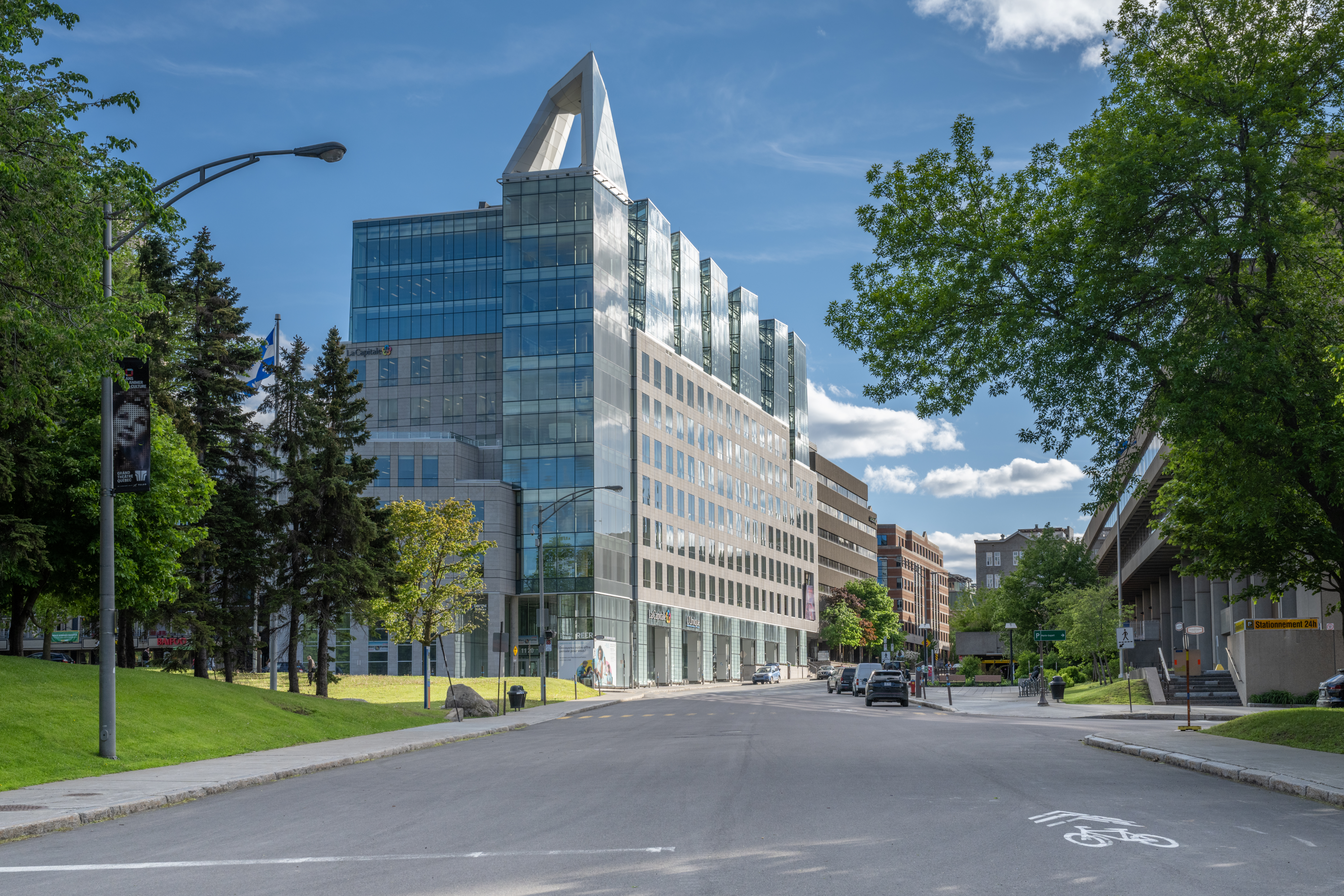
Siège social de Beneva à Québec (625 rue Jacques-Parizeau;).

- Janvier 2020: La Capitale et SSQ Assurance annoncent leur intention de se regrouper[6]
- Juillet 2020: Le regroupement de La Capitale et de SSQ Assurance est officialisé[7].
- Décembre 2020: Le nouveau nom de la compagnie est annoncé[8].

## Historique de La Capitale
La Mutuelle des employés civils était à l’origine un fonds commun formé par des fonctionnaires de la colline parlementaire du Québec qui souhaitaient instituer un moyen plus sûr de payer leurs funérailles. En 1941, le gouvernement accorde l’existence légale à cette société de secours mutuels, qui deviendra plus tard La Capitale.

## Historique de SSQ Assurance
Fondée en 1944 par un médecin progressiste qui souhaitait démocratiser l’accès aux soins de santé puisque plusieurs ne pouvaient pas se payer des soins médicaux adéquats, l’entreprise est d’abord nommée Coopérative de santé du Québec. Elle adopte en 1945 le nom Les Services de Santé du Québec, qui inspirera plus tard le sigle SSQ.

## Organigramme de l'entreprise
Beneva s’organise selon 6 assureurs et 2 sociétés de distribution :      
- La Capitale assureur de l’administration publique : propose des produits d'assurance et de services financiers à l'ensemble de la population canadienne[9].
- La Capitale assurances générales : est une filiale de La Capitale assureur de l'administration publique qui fournit de l'assurance de dommages au Québec depuis plus de 70 ans[10] ;
- L’Unique assurances générales : est un assureur de dommages acquis par La Capitale assurances générales en 2004. L'Unique gère un réseau de plus de 300 cabinets de courtage indépendants au Québec, en Ontario, en Alberta, au Nouveau-Brunswick, en Nouvelle-Écosse et à l’Île-du-Prince-Édouard[1],[11] ;
- La Capitale services conseils : un cabinet multidisciplinaire de services financiers qui s’adresse principalement aux employés de l’administration publique québécoise ;
- Unica assurances : opérant initialement sous le nom de York Fire & Casualty Insurance Company, la société a pris le nom de Unica Insurance Inc. en 2012[12]. La société a été acquise par La Capitale assurances générales en 2008[12]. Filiale de La Capitale, Unica propose des produits d’assurance-automobile et habitations pour particuliers ainsi que des assurances pour entreprises, par le biais d'un réseau de courtage ;
- La Capitale sécurité financière, compagnie d'assurance : anciennement Penncorp, cette filiale de La Capitale assureur de l'administrateur publique qui œuvre principalement en Ontario est spécialisée en assurance accident et invalidité individuelle[13],[14].
- SSQ, Société d'assurance-vie inc., : l'entreprise propose des produits d'assurance auto, habitation, vie et collective, ainsi que des produits d'investissement.
- SSQ Distribution inc. : un cabinet multidisciplinaire qui offre les produits d'assurance et de placement de SSQ Assurance et d'autres partenaires.